# Wilaya de Guelma
La wilaya de Guelma (en arabe : ولاية ڨالمة; en berbère : Galma, ⴳⴰⵍⵎⴰ) est une wilaya de l'Est algérien située entre les régions d'Annaba et de Constantine.

## Géographie
Dans le but d’une décentralisation en 1986, l’éclatement des trois dairates composant la wilaya à l'époque donna naissance à cinq dairates : Guelma, Guelaat-Bou-Saba, Oued-Zenati, Bouchegouf, Khezarra, Hammam Debagh et trente-quatre communes dont vingt-et-une communes mères et treize créations.
Le territoire de la wilaya de Guelma renferme actuellement trente-quatre communes qui constituent les unités territoriales et dix dairates après le découpage administratif de 1990 dont quatre dairates nouvellement créées : Héliopolis, Ain-Makhlouf, Ain-Hessainia (Houari Boumediene) et Hammam N’bails
Ce découpage fait ressortir des communes d’un niveau intermédiaire d’urbanisation, des communes semi-urbaines et des communes rurales.
La wilaya de Guelma occupe aussi une position géographique stratégique, en sa qualité de carrefour dans le Nord-Est de l’Algérie, reliant le littoral des wilayas de Annaba, EI Tarf et Skikda, aux régions intérieures telles que les wilayas de Constantine, Oum El Bouaghi et Souk Ahras.
| Wilaya de Skikda      | Wilaya d'Annaba          | Wilaya d'El Tarf     |
| Wilaya de Constantine | wilaya de Guelma         | Wilaya de Souk Ahras |

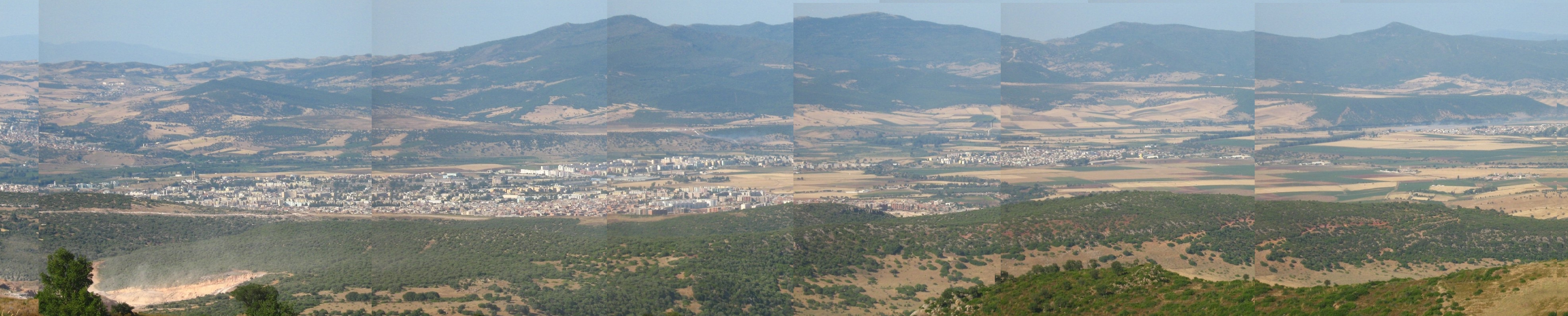
Une vue panoramique de la vallée de Guelma.

|                       | Wilaya de Oum-El-Bouaghi |                      |

## Histoire
- Si vous ne connaissez pas le sujet, laissez ce bandeau (vous pouvez alors contacter les auteurs).
- Si vous supprimez le contenu mis en cause (vous pouvez préalablement contacter les auteurs),

argumentez précisément cette suppression dans la page de discussion
(un manque de référence n'est pas un argument ; une recherche réelle de référence doit avoir été effectuée, être formellement documentée).
La wilaya de Guelma est une région pastorale dans laquelle les gens se sont installés depuis l'aube de l'histoire, comme en témoignent de nombreux outils, écrits et monuments funéraires libyens retrouvés par les archéologues. Les villes anciennes de Hippone, Thagaste et Cirta sont comme Calama fondées par les Phéniciens, en raison de son emplacement au cœur de la Numidie orientale et du royaume de Massinissa , qui couvrait le nord de Constantine à cette époque, La ville fut témoin des guerres entre Carthage et Rome pour contrôler la région. La Bataille de Suthul eut lieu en 110 av. J.-C. entre les forces romaines dirigée par le propréteur Aulus Postumius Albinus et l'armée de Numidie, dirigé par le roi Jugurtha.
Une fois conquise par l'Empire Romain, Calama fut d'abord colonisée par Hippone (Annaba) puis par des Romains et devient sous le règne de l'empereur Sévère, la principale réserve céréalière de l'empire, avec son théâtre de 4 500 places, l'un des théâtres romains les plus vastes et les mieux préservés d'Afrique du Nord. Sa position de pôle d’échange et d’économie et sa situation à la croisée des chemins.
Au centre du centre ancien de Russicada, à Thagaste|, à Hippone, tous les anciens châteaux carthaginois, Calama devint une forteresse culturelle partagée avec Thagast. Au cours de l'ascension et de la domination du christianisme, Calama atteignit le rang d'épiscopal. De la province sacerdotale de Numidia sous l'autorité de l'évêque Possidius, puis par l'arrivée des Vandales en 431 apr. J.-C., l'empire romain d'occident perdit le territoire au profit  du roi vandale Genséric, la province passa par la suite de nouveau sous étendard impérial mais celui de Byzance dans la reconquête de l'Afrique du Nord par le général Solomon sous Justinien, qui lui a donné une position forte.
L'influence byzantine perdurera jusqu'à la première vague de conquête islamique au VIIIe siècle de notre ère et au début du XIe siècle, l’afflux d’Hilalites commença par l'arrivée massive de la tribu des Banu Hilal, Grâce aux Fatimides, la langue arabe trouva sa place et devient source d'érudition, commerce et culturel. À partir du XIIe siècle, à l'époque Ottomane, Guelma devint un refuge pour les passants, perdant ainsi son importance et traversant une récession qui dura jusqu'à l'occupation française, guelma devient un centre d'attrait pour les colons qui batîrent leurs construcyion proche de l'ancien théatre, l'occupation française est difficile et le 8 mai 1945 de graves massacres ont lieu.

## Organisation de la wilaya

### Walis
Le poste de wali de la wilaya de Guelma a été occupé par plusieurs personnalités politiques nationales depuis sa création le 2 juillet 1974 par l'ordonnance no 74-69 qui réorganise le territoire algérien en portant le nombre de wilayas de quinze à trente-et-une.
| N° | Wali                        | Début              | Fin                        |
| -- | --------------------------- | ------------------ | -------------------------- |
| 1  | Ahmed El Ghazi              | 1er septembre 1978 | 26 janvier 1980            |
| 2  | Abderrahmane Baazizi        | 26 janvier 1980    | 30 septembre 1983          |
| 3  | Zekri Hadj Zekri            | 30 septembre 1983  | 31 août 1985               |
| 4  | Abderrahmane Meziane Chérif | 31 août 1985       | 26 juillet 1989            |
| 5  | Mohamed Mourah              | 26 juillet 1989    |                            |
| 6  |                             |                    |                            |
| 7  | Aoued Benabdallah           |                    | 30 juin 1994               |
| 8  | Abderrachid Guerram         | 30 juin 1994       | 22 août 1999               |
| 9  | Mokhtar Bentabet            | 22 août 1999       | 17 août 2004               |
| 10 | Belkacem Hamdi              | 17 août 2004       | 30 septembre 2010          |
| 11 | Larbi Merzoug               | 30 septembre 2010  | 22 juillet 2015            |
| 12 | Fatma Zohra Raïs            | 22 juillet 2015    | septembre 2018 (à vérifer) |
| 13 | Kamel Abla                  | septembre 2018     | 31 août 2020               |
| 14 | Kerbouch Kamel Eddine.      | 31 août 2020       | 25 août 2021               |
| 15 | Labiba Ouinaz               | 25 août 2021       | 14 septembre 2022          |
| 16 | Houria Aggoune              | 14 septembre 2022  | en cours                   |

### Daïras
La wilaya de Guelma compte 10 daïras.

### Communes
La wilaya de Guelma compte 34 communes

## Ressources hydriques

### Barrages
Cette wilaya comprend les barrages suivants:
- Barrage de Hammam Debagh[13].
- Barrage de Medjez Beggar[14].

Ces barrages font partie des 65 barrages opérationnels en Algérie alors que 30 autres sont en cours de réalisation en 2015.

## Santé
- Hôpital Hakim El Okbi de Guelma.
- Hôpital Ibn Zohour de Guelma.
- Hôpital de Aïn Larbi.
- Hôpital de Oued Zenati.
- Hôpital de Bouchegouf.

## Économie

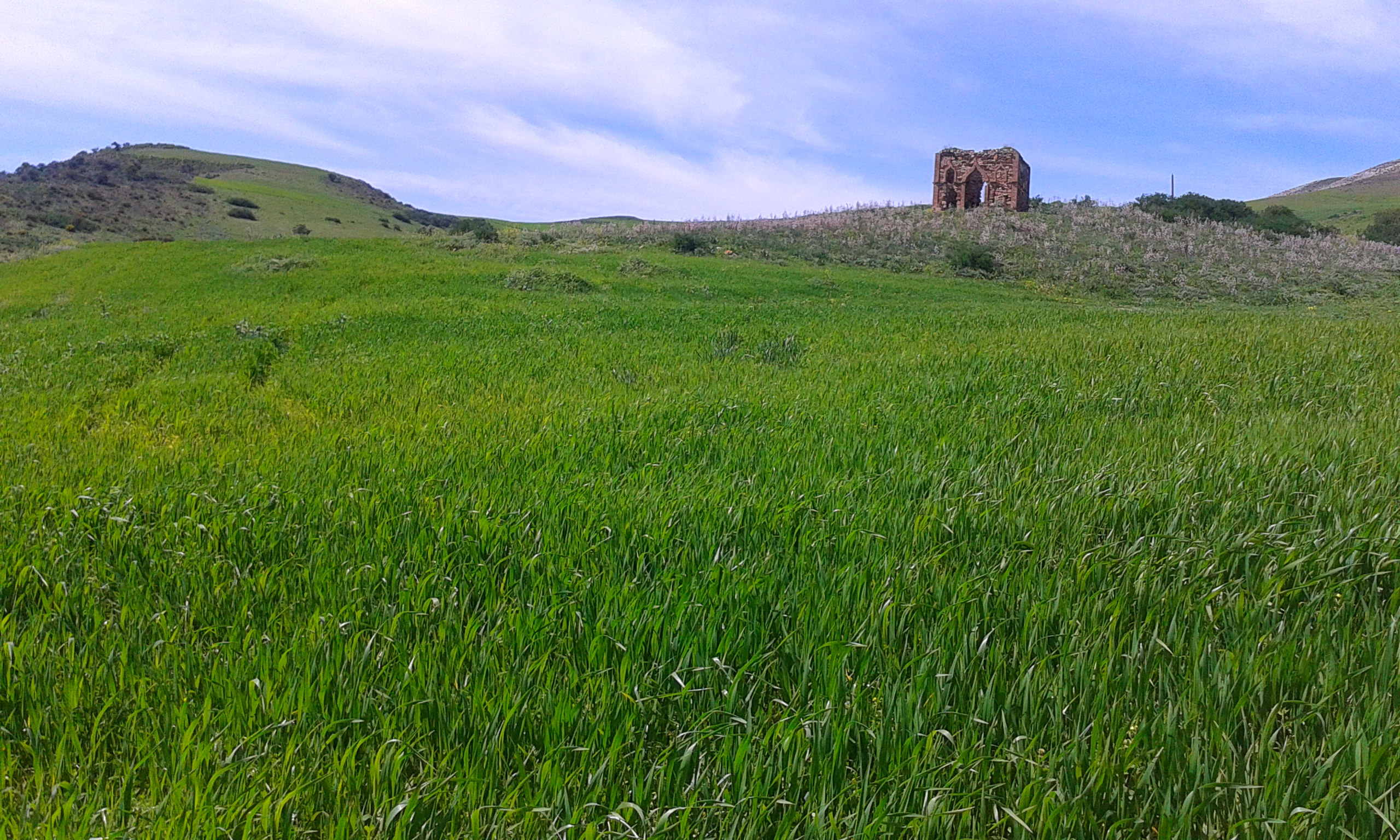
Champ de blé.

- CYCMA : Complexe de fabrication cycles et cyclomoteurs.
- Raffinerie de sucre
- Unité de céramique et vaisselle (ECVE)
- Plusieurs unités de productions d'agrégats, de marbre et de kaolin
- complexe d habillement a bouchegouf
- levurerie de bouchegouf

## Tourisme

### Sources thermales

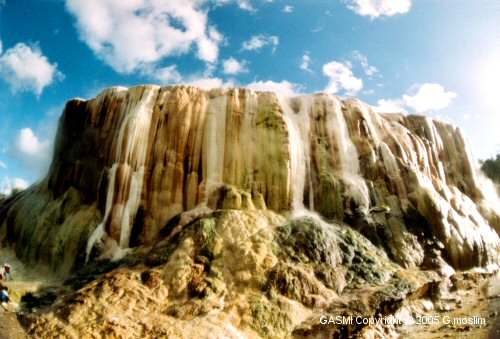
La cascade de Hammam Meskhoutine.

- Aïn Chedakha
- Aïn Ben Nadji
- Aïn Echffa
- Hammam Meskhoutine
- Hammam Ouled Ali
- Hammam N'Bail
- Hammam Belhachani, Aïn Larbi
- Hammam Guerfa, Aïn Larbi

### Sites et monuments touristiques

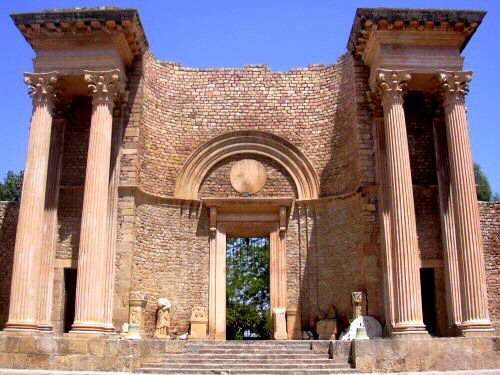
Façade du théâtre romain de Guelma.

- Théâtre romain de Guelma (de quatre mille cinq cents places)
- Piscine romaine à Hammam Bradaa, Héliopolis

### Vestiges antiques deThibilis(Sellaoua Announa)
- Nécropole de Dolmens et grottes funéraires de Roknia
- Grande cascade de Hammam Meskhoutine (Hammam Debagh)
- Plateaux des cônes à Ain Hessaina
- Lac souterrain à Bir Osmane (Hammam Debagh)
- Grotte de djebel Taya à Bouhachana
- Stations climatiques de montagne, site naturels, forêts de chênes, sources minérales à Maouna
- Forêt récréative de Béni Salah, à Bouchegouf
- Ghar e'Said (Grotte du lion)
- Ghar el'Djemaa (Grotte de l'Équipe ou du Groupe ou de l'Assemblée)